# Нойштадт-ан-дер-Вальднааб
Нойштадт-ан-дер-Вальднааб (нім. Neustadt an der Waldnaab) — місто в Німеччині, розташоване в землі Баварія. Підпорядковується адміністративному округу Верхній Пфальц. Входить до складу району Нойштадт-ан-дер-Вальднааб. 
Площа — 9,93 км2. Населення становить 5723 ос. (станом на 31 грудня 2020).